# François-Ambroise Didot
Pour les articles homonymes, voir Didot.
François-Ambroise Didot, dit « Didot l'aîné, », né le 7 janvier 1730 à Paris et mort le 10 juillet 1804 dans la même ville, est un imprimeur, éditeur et fondeur de caractères français.
Il est le père de Pierre Didot et de Firmin Didot qui lui succéderont.

## Biographie
Fils de François Didot, premier typographe de la famille Didot, qui le destina à sa profession, il reçoit une bonne éducation, si nécessaire dans cet état, « qui, disait-il lui-même, doit faire la nuance entre l'homme de lettres et l'artiste ». Il porte en France son art, auquel il s'est voué tout entier au plus haut degré de perfection, ne négligeant rien pour y parvenir et ne dédaignant pas de descendre jusqu'aux plus petits accessoires. En 1777, il achète une imprimerie et, joignant à des connaissances personnelles très étendues, celles du bibliographe, il devient imprimeur du roi Louis XVIII[Quand ?].
On lui doit de grandes améliorations, notamment dans la confection des papiers. Ayant établi une manufacture de papier, c'est dans son imprimerie que sont faits, en 1780, les premiers essais, en France, d'impression sur papier vélin. Il imagine les garnitures en fonte, et, en 1777, la presse à un coup, qui se fera disputée par Anisson-Duperron, alors directeur de l'Imprimerie royale, qui se l'attribue dans un premier Mémoire sur l'impression en lettres, suivi de la description d'une nouvelle presse (1785, in-4°). Il établit chez lui une fonderie d'où sortent des types excellents et les plus beaux caractères jamais vus jusque-là, et invente un instrument propre à donner au corps des caractères une juste proportion.
On lui doit aussi l'invention du système du point typographique Didot, alors qu'il essaie en vain de substituer une nomenclature simple et méthodique, dans laquelle chaque caractère est distingué par le nombre de points ou sixièmes de ligne qui le composent à la dénomination consacrée par la routine, de caractères cicéro, saint-augustin, etc.
Attaché à la pureté et à la correction, plus encore qu'à l'élégance des éditions sorties de ses presses, il réalise de belles éditions avec les types élégants gravés par son fils Firmin Didot. Louis XVI le charge de réimprimer[Quand ?], pour l'éducation du dauphin, une « collection de classiques français », dans les trois formats in-18, in-8° et in-4°. Il en a donne successivement 18 volumes in-18°, 17 in-8° et 12 in-4°. Cette dernière collection est continuée et portée à 31 volumes par son fils aîné.
François Didot est aussi chargé, par le comte d'Artois, d'imprimer un choix d'ouvrages français (« collection dite d'Artois »), en 64 volumes in-18, édition remarquable par la correction du texte. Réunissant à la beauté de l'impression et du papier, le premier des mérites typographiques, celui de la correction, ces éditions sont recherchées dans toute l'Europe[réf. nécessaire].

## Collection des classiques français et latins
- Fénelon, Les Aventures de Télémaque, 2 volumes in-4°, 200 exemplaires, 2 volumes in-8°, 350 exemplaires, et 4 volumes in-18, 450 exemplaires, 1783
- Racine, Œuvres, 3 volumes in-4°, 200 exemplaires, 3 volumes in-8°, 350 exemplaires, et 5 volumes in-18, 450 exemplaires, 1784
- Bossuet, Discours sur l'Histoire universelle, 1 volume in-4°, 200 exemplaires, 2 volumes in-8°, 350 exemplaires, et 4 volumes in-18, 500 exemplaires, 1784
- Biblorum sacrorum vulgatae…, 2 volumes in-4°, (250 ?) exemplaires, et 8 volumes in-8°, 350 exemplaires, 1785
- La Fontaine, Fables, 1 volume in-4°, 250 exemplaires, 2 volumes in-8°, 400 exemplaires, et 2 volumes in-18, 450 exemplaires, 1787 à 1789
- Nicolas Boileau-Despréaux, Œuvres, 2 volumes in-4°, 250 exemplaires, 3 volumes in-18, 500 exemplaires, 1789
- Jean-Baptiste Massillon, Petit Carême, 1 volume in-4°, 250 exemplaires, 1789
- Jean-Baptiste Rousseau, Odes, cantates, épitres et poésies diverses, 1 volume in-4°, 250 exemplaires, 1790
- Voltaire, La Henriade, 1 volume in-4°, 250 exemplaires, 1790
- Molière, Œuvres, 6 volumes in-4°, 250 exemplaires, 1791
- Corneille, Théâtre, 10 volumes in-4°, 250 exemplaires, 1795
- François de La Rochefoucauld, Pensées et Maximes, 1 volume in-4°, 200 exemplaires, 1796
- François de Malherbe, Poésies, 1 volume in-4°, 250 exemplaires, 1797